# Perth East
Perth East es un municipio canadiense situado en la provincia de Ontario.

## Superficie
Perth East tiene una superficie de 711,93 km².

## Demografía
En 2021, tenía 12 595 habitantes, una densidad poblacional de 17,7 hab./km², y 4266 viviendas.